# Robert Müllauer
Robert Müllauer (* 25. März 1824 in Augstupönen, Kreis Gumbinnen; † 28. Mai 1902 ebenda) war ein deutscher Gutsbesitzer und Reichstagsabgeordneter.
Müllauer besuchte das Gymnasium in Gumbinnen und war Premier-Lieutenant beim 1. Litauischen Dradoner-Landwehr-Regiment in Augstupönen bei Gumbinnen und nach seiner Dienstzeit Gutsbesitzer.
Von 1871 bis 1874 war er Mitglied des Deutschen Reichstags für die Deutsche Fortschrittspartei und den Reichstagswahlkreis Regierungsbezirk Gumbinnen 3.